# أوقست بيترز
أوقست بيترز (بالألمانية: August Peters) (و. 1817 – 1864 م) هو مؤلف، وكاتب ألماني، توفي في لايبزيغ، عن عمر يناهز 47 عاماً.